# Manuel Piquer Martín-Portugués
Manuel Piquer Martín-Portugués (Pamplona, 22 de julio de 1963) es un abogado español. Presidente de la Confederación Empresarial Navarra (CEN) ( desde 2024).

## Biografía
Nació en Pamplona en 1963. Su abuelo paterno, que había creado en Pamplona la compañía de seguros Unión Previsora, se vino con toda su familia desde Cataluña. Su padre, el abogado José Oriol Piquer Iglesias (Calella, Barcelona) fundó en Pamplona, junto con Antonio Ruiz, la asesoría Ruiz-Piquer. Su madre, Ana Martín-Portugués Gollenechea, procedía de Bilbao. El matrimonio tuvo tres hijos: Manuel, Ana e Icíar.
Realizó la carrera de Derecho en la Universidad Nacional de Educación a Distancia, compatibilizando los estudios con el trabajo en la asesoría familiar. 
Casado con la abogada Ana San Martín Arbilla, tienen dos hijos: Ariadna y Oriol.Es miembro de la Junta directiva del club Atlético Osasuna (desde noviembre de 2021).

### Presidente de la Confederación Empresarial Navarra (CEN)
El 22 de mayo de 2024 tomó posesión del cargo de presidente de la Confederación Empresarial Navarra. En su primera intervención al frente de los empresarios navarros, Manuel Piquer reivindicó infraestructuras estratégicas como el Canal de Navarra, el Tren de Alta Velocidad o el aeropuerto de Pamplona-Noáin, que no dispone de conexiones internacionales.
Piquer vertebrará su actuación al frente del CEN en torno a cinco ejes: el mantenimiento de la industria, que genera riqueza; la competitividad; las grandes infraestructuras; la defensa del empresario navarro; y la unión y fortaleza del asociacionismo.